# Pavel Tvrdík
Pavel Tvrdík (* 6. července 1956) je český informatik, v letech 2009-2017 byl první děkan Fakulty informačních technologií Českého vysokého učení technického v Praze.

## Život
V roce 1980 vystudoval inženýrská studia oboru výpočetní technika na Českém vysokém učení technickém (ČVUT) v Praze. Titulu kandidát věd dosáhl v roce 1991 v témže oboru a na téže škole. V roce 1996 se stal docentem a v roce 2003 byl jmenován profesorem oboru výpočetní technika a informatika.
V letech 2006-2008 vedl Katedru počítačů Fakulty elektrotechnické ČVUT, mezi roky 2004–2008 byl předsedou oborové rady doktorského studia obor Informatika a výpočetní technika na Fakultě elektrotechnické ČVUT a v rozmezí let 2003–2008 členem Vědecké rady Fakulty elektrotechnické ČVUT. Je rovněž členem Vědecké rady MFF UK v Praze.
Od roku 2018 vede Katedru počítačových systémů na Fakultě informačních technologií v jejímž vedení nahradil Róberta Lórencze.

#### Vznik Fakulty informačních technologií
Od března 2008 do dubna 2009 byl poradcem rektora ČVUT pro informatiku s úkolem pomoci realizovat projekt Karla Müllera k založení nové fakulty a od 1. července 2009 byl pověřen řízením nově založené Fakulty informačních technologií.
1. října 2009 byl jako jediný profesor v týmu Karla Müllera zvolen prvním děkanem nové fakulty ČVUT v Praze, Fakulty informačních technologií., zatímco Karel Müller se rozhodl fakultu dále řídit z funkce proděkana pro studijní záležitosti. Ve funkci děkana pokračoval i v následujícím volebním období od roku 2013, v období po roce 2017 jej vystřídal Marcel Jiřina. Při příležitosti inaugurace nového děkana v roce 2017 byla Pavlu Tvrdíkovi i Karlu Müllerovi udělana Medaile FIT za zásluhy při vzniku nové fakulty.

#### Kandidatura na pozici rektora ČVUT
Po svém působení ve funkci děkana na Fakultě informačních technologií se v roce 2017 neúspěšně hlásil do rektorských voleb, když dostal v 45členném Akademickém senátu ČVUT v tajném hlasování 3 hlasy (jeho vlastní fakulta v něm přitom měla pět členů) a vypadl jako první z pěti kandidátů.